# Свети Гауденций (Ивреа)
„Свети Гауденций“ (на италиански: Chiesa di San Gaudenzio) е римокатолическа барокова църква от 18 век, разположена в град Ивреа, регион Пиемонт, Северна Италия.
Известна е със следата, оставена от спящия св. Гауденций върху скалата вътре в нея и с изящните фрески на канавезкия художник Лука Росети да Орта.

## История
Изящна представителка на бароковата архитектура, църквата е издигната на мястото, където според агиографската наука и традиция през 348 г. е пренощувал Свети Гауденций, родом от Ивреа и епископ на Новара, а скалата, която е използвал за легло, е запазила отпечатък от тялото му. Издигането на свещената сграда е възможно след разрушаването през 1705 г. на разположеното там укрепление на име Кастелето.
През 1714 г. ректорът на Катедралата в Ивреа Лоренцо Пинкия и братовчед му, приорът Джовани Антонио Пинкия спомагат за изграждането на църквата, построена между 1716 и 1724 г. През 1734 г. в задната част са добавени сакристията с горния презвитерий, а през 1742 г. е издигната изящна камбанария, характеризираща се с четири панорамни балкона.
Проектът на църквата е на неизвестен автор. Вероятно е скиците да са на архитекта Луиджи Андреа Гуиберт (Luigi Andrea Guibert), доста активен в града между 1714 и 1719 г.
Фасадата е съчленена хоризонтално на две части чрез подаващи се корнизи: всяко ниво е разделено вертикално на три с коринтски пиластри, които заграждат ниши, увенчани с мотив на черупка. На горното ниво на фасадата има фалшив прозорец, а на долното е главната порта.
Гербът на град Ивреа се появява върху люнета на фасадата. Църквата е под oбщинска юрисдикция.
На стъпалото пред входната врата на църквата има вкаменелост, посветена на Светията, подобно на тази на прага на Катедралата на Новара.
Църквата е с един неф с централен план и правоъгълна форма. В четирите ѝ ъгъла здрави стълбове подпират платната на елиптичния купол. Централното тяло се стеснява и продължава в презвитерия, където се намира изящен полихромен мраморен олтар. Той е поставен върху кухината на скалата с белега от заспалото тяло на светеца. Белегът е видим през решетката, която затваря ниската предна част на олтара.

## Художествени произведения
Във вътрешността си църквата носи характерните белези на изящно изкуство чрез стенописите на художника от Канавезе Лука Росети да Орта от 1738 – 1739 г. Те разкриват качествата му на умел организатор на илюзионни пространства и майстор в пресъздаването на образите на велики личности редом с тези на обикновените хора.
Пъстрият набор от фрески, добре вплетен в пищната архитектура, разказва с бързи темпове епизоди от живота и чудесата на Св. Гауденций, следвайки нишка, водеща до сакристията.
Сред тях със своето величие и красота се откроява „Величието на светеца“, разположена в олтарната апсида. Светият епископ е представен с жезъл и обвит в ярка светлина. Той разтваря широко ръце в знак на приемане на Божията благодат и е стъпил на облак, крепен от ангели, представени в перспектива. Очакващото го Царство Небесно е изографисано върху свода на помещението над сакристията.
На лявата стена е представена Св. Юлиана, емблематична фигура в разпространението на християнството, посветила живота си на откриването на мощите на телата на Тиванските легионерски светии. На заден план се виждат градовете Ивреа и Верчели.
Според някои източници на дясната стена е изобразена Св. Юлиана от сем. Солери – леля на светеца и роднина на предходната Юлиана, която учи малкия Гауденций на основите на християнската вяра. Тук също се появяват Ивреа и Верчели на заден план.
На друга фреска са изобразени пожарът в град Новара и моментът, в който новината за бедствието е предадена на четящия Светото писание светец. Надпис на латински разказва за чудото, извършено от него за спиране на огъня.
На следващата фреска Свети Гауденций е представен в опита си да благослови и да излекува тежко болния император Теодосий I. Императорът лежи под разкошен балдахин, с корона и имперски скиптър до него, протегнал нуждаеща си ръка към Светията.
По-нататък светецът извършва чудо в Секуняно, село близо до град Лоди, чиято катедрала е изобразена на фона на стенописа. Той засява семена и ги благославя, като след два часа събира обилна реколта и превръща водата във вино с кръстен знак.
Следващата фреска разказва първия чудотворен епизод след смъртта на светеца. Дъщерята на рицар от Рим е „нападната от легион демони“ и бащата се моли на Господ да я освободи. Св. Петър му се явява на сън и му нарежда да предприеме пътуване до Новара, за да се отдаде почит към гроба на епископ Гауденций. Така момичето е изцелено и се завръща в Рим.
Четирите ъглови стълба имат централна лента, където са представени някои второстепенни чудеса на светията. Всяка сцена е оградена в медальони, които приличат на гипсова украса. Тук той е представен в ролята му на лечител, опитващ се да достигне върху малко облаче до обикновените хора, което е знак, че чудесата му са извършени посмъртно.
Презвитериумът е с изографисан свод, който подчертава архитектурата чрез оптични илюзии: жълти ребра, флорални ленти върху зелен цвят, зелена бродерия тип „Beràin“ на син фон. От централния отвор се виждат два ангела: онзи, който се подава чрез любопитния ефект на „trompe l’oeil“, сочи към скалата, на която навремето е заспал Свети Гауденций. Пръстът на ангела не е нарисуван, а е щукатура.
Сцената на свода на сакристията изобразява легендарен момент от живота на светеца. Принуден да бяга от Ивреа под страх от смъртно наказание заради християнската си вяра, той намира убежище в нощта преди заминаването си на камъка, който днес се намира в църквата. На следващата сутрин той разстила наметалото си над река Дора Балтеа, като по чудо успява да я пресече.
Друга интересна композиция се намира върху свода на сакристията и на заден план изобразява Ивреа, а на преден – религиозно шествие, тръгващо от църквата, която е все още без камбанария, но с фасада, в чиито ниши са разположени статуи. По причини, свързани с панорамното изображение, тя изглежда обърната на югозапад.
От оригиналната мебелировка в сакристията са останали само няколко дървени ламперии. Вратата за достъп е направена от стар панел.
Страничните отвори са с шкафове. Същата структура характеризира стената срещу презвитериума, където има отвор към камбанарията.
Всички тези дървени панели са с овал, вътре в който е нарисуван епизод от живота на свети епископ, вероятно Св. Гауденций.
До хора, разположен в малко помещение над сакристията, се стига по тясна вита стълба. Лука Росети да Орта украсява свода му със стенопис, който свидетелства за неговия поетичен и интимен стил на изобразяване. Царството Небесно, в чийто център се намира Света Троица, е внушителен стенопис. В перспектива това се вижда, когато от централната зала се погледне към входа на стената над олтарния образ с Успението на Св. Гауденций, обрамчен от изрисувани на стената ангели. На края на този кулминационен момент се появяват Света Богородица и свети Йосиф, а множество херувими и ангели увенчават свещената сцена.